# Sofortmusik
Sofortmusik ist ein deutsches Improvisations-Musikprojekt aus Hamburg.

## Geschichte
Sofortmusik wurde Ende 2012 von Jan Helbig und Matthias Kulcke gegründet. Während der ersten gemeinsamen Session in Glückstadt wurde das erste Album sofort musik aufgenommen und nach späterem Mastering bei dem Bremer Label Fuego (Friedel Muders) 2013 publiziert.
Bis 2018 folgten eine Reihe von Live-Auftritten, bundesweit in unterschiedlichsten Kontexten – von politischen Veranstaltungen, Kunstevents, kleineren Festivals, Clubkonzerten bis hin zu musikalischen Rahmungen von Ausstellungseröffnungen im Bereich bildender Kunst. 2018 fand das Duo dann eine neue musikalische Heimat bei dem Lüneburger Label Fischfleischplatten und brachte als zweites Release das Live-Album sofortpunk, aufgenommen auf dem KiEw-Jubiläumskonzert am 3. Februar 2018 im Hafenklang Hamburg, heraus.
Das erste Line-up als Duo besteht bis heute und ist bei Live-Auftritten zuweilen mit weiteren befreundeten Musikern, beispielsweise aus dem Improvisations-Musik-Projekt Uhrschlamm, verstärkt worden.
Bereits bei den ersten Konzerten nutzten Helbig und Kulcke in ihrer Eigenschaft als bildende Künstler das Medium der malerischen Improvisation parallel zur musikalischen Improvisation und ergänzten Sofortmusik durch Sofortmalerei.

## Diskografie
Alben
- 2012: sofort musik (digital, 2013 als CD, Fuego)
- 2018: sofortpunk (MC + digital, Fischfleischplatten)

## Weitere Projekte der Künstler
- Wischionaer: Solo-Projekt von Jan Helbig
- Uhrschlamm: Improvisations-Musik-Projekt mit Matthias Kulcke, David Schlage und Thomas Greinke
- Sofortmalerei: Live-Dialogmalen während der Sofortmusik-Konzerte und bei anderen kulturellen Veranstaltungen[7] mit Jan Helbig und Matthias Kulcke
- Kotze im Einkaufswagen: Dada-Punk-Noise-Projekt von Andreas Thedens mit Stephan Thiemicke, Matthias Kulcke und Yannick Hausmann
- KiEw: Rhythm-’n’-Noise-Projekt von Andreas Thedens mit Stephan Thiemicke und Matthias Kulcke
- K-Diverse: Solo-Projekt von Matthias Kulcke
- In Dust We Punk: Punk-Industrial-Projekt von Matthias Kulcke